# Pascal Crittin
Pascal Crittin, né le 4 novembre 1968 à Saint-Maurice en Valais, est un homme de radio et télévision, musicien, musicologue et compositeur suisse.

## Biographie
Pascal Crittin fait des études classiques (section latin-grec) au Collège de Saint-Maurice, où il fréquente les mêmes classes que l'écrivain Jérôme Meizoz, le metteur en scène François Marin et le journaliste Olivier Toublan. Il entre à l'université de Fribourg (Suisse) pour y étudier la musicologie (branche principale), auprès du professeur Luigi Ferdinando Tagliavini, et la philologie classique (langues et littératures latine et grecque). Son travail de licence en musicologie porte sur Le tempo dans la musique baroque française.
Il pratique la musique dès l'âge de 12 ans : le piano, l'orgue et l'art choral. Ce domaine musical a pris une part décisive dans sa vie. Pascal Crittin a étudié la direction de chœur, puis d'orchestre à travers des stages. Dès 16 ans, il dirige plusieurs chœurs, entre autres la Schola des petits chanteurs de Sion (2001-2003) et le chœur de dames de Martigny La Romaine (1992-1999) (1er prix en 1996 du Concours national de l'Union suisse des chorales à Baden (Argovie), catégorie Chœurs de dames et chœurs d'hommes). 
De 1996 à 2018, il dirige l'Ensemble vocal de Saint-Maurice qu'il a fait évoluer parmi les meilleurs chœurs de Suisse romande durant ces années. Ce chœur est rattaché à la basilique de l'abbaye de Saint-Maurice où il anime les offices religieux ainsi que les messes radiodiffusées. À côté de cette fonction liturgique, ce chœur est réputé pour ses concerts d'oratorio.
Directeur des Éditions Saint-Augustin à Saint-Maurice (1994-2002), spécialisées dans la publication de la presse paroissiale et du livre religieux.
De culture littéraire et soucieux du patrimoine romand, il a par ailleurs participé à la fondation de l’Association pour une collection d’études littéraires (ACEL), qu’il a accompagnée de 2004 à 2012.
De 2002 à 2008, Pascal Crittin est directeur d'Espace 2, la chaîne culturelle de la Radio suisse romande. Après avoir été secrétaire général de la Radio suisse romande en 2009, il est nommé directeur des affaires générales de la Radio télévision suisse, née en 2010 de la fusion de la Radio suisse romande et de la Télévision suisse romande.
À partir du 1er mai 2017, il exerce la fonction de directeur de la Radio télévision suisse (RTS). Il a succédé à Gilles Marchand.
Pascal Crittin est marié et père de trois garçons. Il vit à Clarens, près de Montreux.

## Compositions musicales publiées
- Salve Regina, pour chœur de dames (1988)
- Le temps des enfants, pour chœur mixte, texte de Michel Roulin (1991)
- Entre toutes bénie, pour chœur de dames et ensemble instrumental, textes de François Marin (commande de la Fédération des sociétés de chant du Valais, 1992)
- Soleil des âges, pour chœur mixte (1er prix du Concours de composition de la Procure romande de musique sacrée, 1993)
- Gloire à Dieu, pour chœur mixte (1996)
- Christ est notre lumière, pour chœur mixte (1996)
- Jubilate Deo, pour chœur mixte, cuivres et percussions (1999)
- Au p'tit bonheur, pour chœur mixte, texte de Daniel Rausis (2000)
- Suite vaudoise, pour chœur mixte, textes de Daniel Rausis (2002)
  1. Sentiers vaudois
  2. Office de Tierce… majeure
  3. La Valse des pédalos
  4. Hymne vaudoise
- Angelus ad Virginem, pour chœur mixte, sur un noël irlandais (2002)
- Dans la ferme à Mathurin, fantaisie pour chœur mixte (2003), version pour chœur d'hommes disponible
- Troisième partie du triptyque Histoire d'Autre, textes de Philippe Baud (commande de la Fédération des sociétés de chant du Valais, 2006)
  1. Je cherche une main qui se tende, pour voix de garçon, chœur d'enfants, chœur mixte et ensemble instrumental
  2. Tais-toi le môme, pour chœur mixte et ensemble instrumental
  3. Sans toi la fête ne serait pas si belle, pour chœur mixte et ensemble instrumental
  4. Au clair de la brume, pour chœur mixte a cappella
  5. Quand nous chanterons, pour chœur d'enfants, chœurs mixtes et ensemble instrumental (versions pour chœur d'hommes ou chœur de dames disponibles).
- Psaume 148, pour chœur et ensemble instrumental (commande de la Semaine romande de musique et de liturgie, 2007)
- Trois Poèmes, pour chœur de femmes, textes de Corinna Bille (non publié)
- Le vieux caveau (hommage à l'Abbé Bovet), pour chœur mixte et voix d'enfants, texte de Daniel Rausis (2017)

## Publications
- Pascal Crittin, Le tempo dans la musique baroque française : Étude des sources théoriques de l'époque, université de Fribourg, 1994Mémoire de licence.

- Pascal Crittin, « Panorama historique de l'art choral ou les inconnues du Rhône », Les cahiers de l'histoire locale, Sierre, Monographic, no 12 « Aspects de l'art choral en Valais »,‎ 1999 (ISBN 288341095X).

## Mandats
- Membre (1994-1998), puis président de la Commission de musique (1998-2002) de la Fédération des sociétés de chant du Valais
- Codirecteur musical de la Semaine romande de musique liturgique (1994-2002)
- Président du jury du concours du Festival choral international de Neuchâtel (2006)